# Kardynałowie z nominacji antypapieża Jana XXIII
Antypapież Jan XXIII (1410–1415) mianował 15 nowych kardynałów. Ponieważ Kościół obecnie nie uznaje legalności pontyfikatu Jana XXIII, niekiedy wymienia się tych duchownych jako pseudokardynałów, jednak po zakończeniu wielkiej schizmy zachodniej na Soborze w Konstancji nominaci Jana XXIII weszli w skład Kolegium Kardynalskiego papieża Marcina V.

## 6 czerwca 1411
1. Francesco Lando, tytularny patriarcha Konstantynopola – kardynał prezbiter S. Croce in Gerusalemme (tytuł nadany 26 czerwca 1411), następnie kardynał biskup Sabiny (23 grudnia 1424), zm. 26 grudnia 1427.
2. Antonio Panciera, patriarcha Akwilei – kardynał prezbiter S. Susanna (tytuł nadany 6 kwietnia 1412), następnie kardynał biskup Tusculum (14 marca 1431), zm. 3 lipca 1431.
3. Alamanno Adimari, arcybiskup Pizy – kardynał prezbiter S. Eusebio (tytuł nadany 20 listopada 1412), zm. 17 września 1422.
4. João de Azambuja, arcybiskup Lizbony – kardynał prezbiter S. Pietro in Vincoli (tytuł nadany 26 czerwca 1411), zm. 23 stycznia 1415.
5. Pierre d’Ailly, biskup Cambrai – kardynał prezbiter S. Crisogono (tytuł nadany 19 grudnia 1412), zm. 9 sierpnia 1420.
6. Tommaso Brancaccio, biskup Tricarico – kardynał prezbiter Ss. Giovanni e Paolo (tytuł nadany 26 czerwca 1411), zm. 8 września 1427.
7. Branda Castiglione, biskup Piacenzy – kardynał prezbiter S. Clemente (tytuł nadany 12 października 1411?), następnie kardynał biskup Porto e S. Rufina (14 marca 1431), kardynał biskup Sabiny (29 stycznia 1440), zm. 4 lutego 1443.
8. Gilles Deschamps, biskup Coutances – kardynał prezbiter bez tytułu, zm. 15 marca 1413.
9. Guglielmo Carbone, krewny (anty)papieża, biskup Chieti – kardynał prezbiter S. Balbina, zm. ok. 1416 (?)
10. Guillaume Fillastre, dziekan kapituły w Reims – kardynał prezbiter S. Marco (tytuł nadany 12 lipca 1412), zm. 6 listopada 1428.
11. Lucido Conti, protonotariusz apostolski – kardynał diakon S. Maria in Cosmedin (tytuł nadany 26 czerwca 1411), zm. 9 września 1437.
12. Francesco Zabarella, biskup Florencji – kardynał diakon Ss. Cosma e Damiano (tytuł nadany 26 czerwca 1411), zm. 26 września 1417.

Georg von Liechtenstein-Nikolsburg, biskup Trydentu; Thomas Langley, biskup Durham, oraz Robert Hallam, biskup Salisbury, nie przyjęli nominacji.

## 13 kwietnia 1413
1. Simon de Cramaud, arcybiskup Reims – kardynał prezbiter S. Lorenzo in Lucina (tytuł nadany 12 maja 1413), zm. 15 grudnia 1422.

## 18 listopada 1413
1. Giacomo Isolani – kardynał diakon S. Eustachio, następnie kardynał diakon S. Maria Nuova (1419), zm. 9 lutego 1431.

## 1414
1. Pierre de Foix OFM, biskup Lescar – kardynał prezbiter S. Stefano al Monte Celio (tytuł nadany w 1418), następnie kardynał biskup Albano (14 marca 1431), zm. 13 grudnia 1464.